# Çınarcık

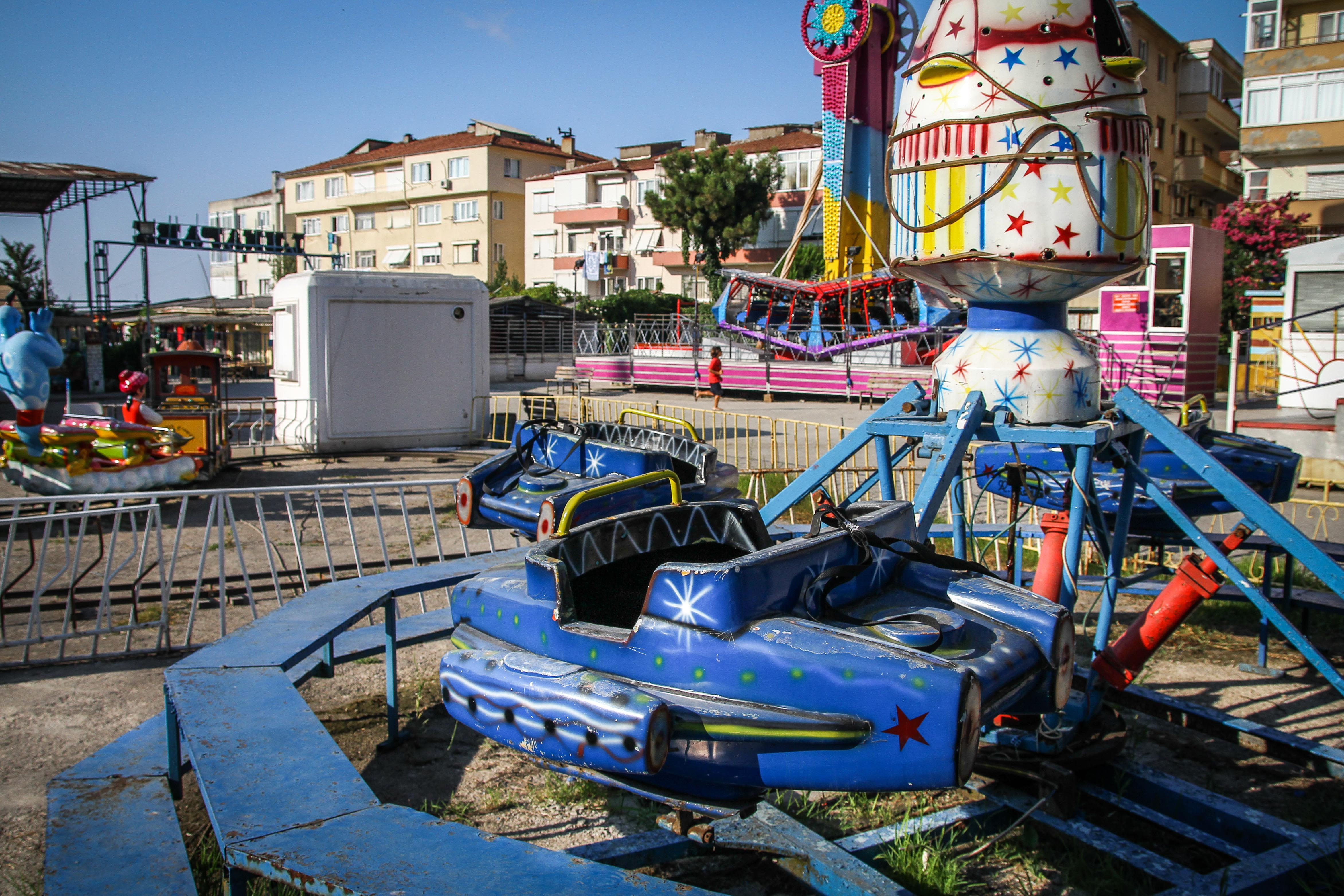
A view of Çınarcık

Çınarcık est une ville et un district de la province de Yalova dans la région de Marmara en Turquie.
Elle est notamment connue pour sa proximité avec la ville d'Istanbul, en ferry, et aussi pour son tourisme qui se développe très bien grâce aux nombreuses plages, comme celle de Esenkoy qui est reconnue[réf. nécessaire].

## Géographie
A 30 minutes d'Istanbul en ferry, elle attire beaucoup[Combien ?] de touristes.

## Histoire
Aux mains des Grecs depuis le XIIIe siècle, elle tombe aux mains de l'Empire ottoman au XIVe siècle.